# Julius von Pia
Julius von Pia (* 28. Juli 1887 in Purkersdorf; † 2. Januar 1943 in Wien) war ein österreichischer Geologe und Paläontologe.

## Leben
Er war der Sohn eines Richters (Landgerichtsrat) und studierte ab 1906 Geologie, Zoologie und Paläontologie an der Universität Wien (unter anderem bei Othenio Abel, Richard Wettstein, Karl Diener, Viktor Uhlig, Berthold Hatschek) mit der Promotion 1911. Danach war er in der Geologisch-Paläontologischen Abteilung des Naturkundemuseums in Wien, ab 1928 als Kustos 1. Klasse. Im Ersten Weltkrieg diente er als Artillerieoffizier und 1918 als Wehrgeologe in Südtirol. 1919 habilitierte er sich in Wien in Paläontologie und wurde 1927 außerordentlicher Professor und 1937 Honorarprofessor für Systematische Paläontologie und speziell Leitfossilienkunde.
Er befasste sich besonders mit der Stratigraphie der nördlichen und südlichen Kalkalpen und Kalkalgen als Leitfossilien (sein botanisches Autorenkürzel lautet „Pia“). Er befasste sich mit Kalkbildung und Löslichkeit von Kalkstein. Mit O. Sickenberg verfasste er 1934 auch einen Katalog der jungtertiären Säugetiere im Naturhistorischen Museum Wien, publizierte Monographien über die Ammonitengattung Oxynoticeras und Nautiloiden des Lias.
1923 wurde er korrespondierendes Mitglied der Österreichischen Akademie der Wissenschaften.

## Schriften
- Über eine mitteliasische Cephalopodenfauna aus dem nordöstlichen Kleinasien. In: Annalen des K.K. Naturhistorischen Hofmuseums. Band 27, 1913, S. 335–388, Tafel 13–15, (Digitalisat).
- Untersuchungen über die Gattung Oxynoticeras und einige damit zusammenhängende allgemeine Fragen (= Abhandlungen der k. k. Geologischen Reichsanstalt. Band 23, Heft 1, ISSN 0378-0864). Verlag der k. k. Geologischen Reichsanstalt, Wien 1914, (online).
- Untersuchungen über die Liassischen Nautiloidea. In: Beiträge zur Paläontologie und Geologie Österreich-Ungarns und des Orients. Mitteilungen des Paläontologischen und Geologischen Instituts der Universität Wien. Band 27, 1914, S. 19–86, (Digitalisat).
- Die Siphoneae verticillatae vom Karbon bis zur Kreide (= Abhandlungen der Zoologisch-botanischen Gesellschaft in Wien. Band 11, Heft 2, 1920, ISSN 0255-0458). Zoologisch-botanische Gesellschaft in Wien, Wien 1920, (Digitalisat).
- Pflanzen als Gesteinsbildner. Borntraeger, Berlin 1926.
- Grundbegriffe der Stratigraphie mit ausführlicher Anwendung auf die europäische Mitteltrias. Deuticke, Leipzig u. a. 1930.
- Kohlensäure und Kalk. Einführung in das Verständnis ihres Verhaltens in den Binnengewässern (= Die Binnengewässer. 13, ISSN 0067-8643). Schweizerbart, Stuttgart 1933.
- Die rezenten Kalksteine (= Zeitschrift für Kristallographie, Mineralogie und Petrographie. Abteilung B: Mineralogische und petrographische Mitteilungen. Ergänzungsband. 1933, ZDB-ID 511200-X). Akademische Verlagsgesellschaft, Leipzig 1933.
- Algen als Leitfossilien. Vortrag auf dem 6. internationalen botanischer Kongress, Amsterdam 1935. In: Проблемы Палеонтологии. = Problems of Paleontology. Band 1, 1936, ZDB-ID 953651-6, S. 11–31.
- Die wichtigsten Kalkalgen des Jungpaläozoikums und ihre geologische Bedeutung. In: Deuxième Congrès pour l’Avancement des Études de Stratigraphie Carbonifère. Heerlen, Septembre 1935. Compte rendu. van Aels, Maastricht 1937, S. 765–856.
- Stratigraphie und Tektonik der Pragser Dolomiten in Südtirol. Herausgegeben mit Unterstützung des Deutschen und Österreichischen Alpenvereins und der Österreichischen Leogesellschaft. Selbstverlag des Verfassers, Wien 1937.
- mit Maria Ogilvie-Gordon: Zur Geologie der Langkofelgruppe in den Südtiroler Dolomiten. In: Mitteilungen des Alpenländischen geologischen Vereines. (Mitteilungen der geologischen Gesellschaft in Wien). Band 32, 1939 (1940), ISSN 0368-8399, S. 1–118, Tafel 1–18, (online).